# Keita (Niger)
Keita è un comune urbano del Niger, capoluogo del dipartimento omonimo nella regione di Tahoua.